# الحميراء (جحانة)

تعديل مصدري - تعديل

الحميراء هي إحدى قرى عزلة مسور بمديرية جحانة التابعة لمحافظة صنعاء، بلغ تعداد سكانها 462 نسمة حسب تعداد اليمن لعام 2004.